# Кіт Грецкі
Кіт Едвард Грецкі (16 лютого 1967) — канадський хокейний тренер і колишній гравець, який працював тимчасовим генеральним менеджером «Едмонтон Ойлерз» з 23 січня по 7 травня 2019 року. Він є братом легенди хокею Вейна Грецкі.

## Ігрова та тренерська кар'єра
Кіта, Вейна та Брента навчав хокею їхній батько Волтер. Він провів відносно успішну кар'єру в ОХЛ за «Брантфорд Олександрс», «Віндзор Спітфайрз», "Бельвіль Буллз " і «Гамільтон Стілгокс». Його найкращий сезон як гравця припав на 1986—1987 роки, коли він забив 35 голів, зробив 66 передач і набрав 101 очко у 64 іграх з Бельвіль та Гамільтон. У 298 іграх ОХЛ він набрав 113 голів, 222 передачі і 335 очок.
Кіт був узятий у 3-му раунді (загалом 56-му) драфту НХЛ 1985 року командою «Баффало Сейбрз». Хоча він відвідав два тренувальні табори та зіграв у кількох передсезонних іграх, він ніколи не грав у грі регулярного сезону за Сейбрз. Грецкі провів п'ять сезонів у Міжнародній хокейній лізі за «Флінт Спірітс», «Сан-Дієго Галлз» і «Фенікс Роудраннерс» (28 голів, 51 результативна передача та 79 очок у 132 іграх) і два сезони в Американській хокейній лізі за «Рочестер Американс» (11 голів, 37 передач, 48 очок у 66 іграх). Грецкі також відіграв один сезон у хокейній лізі Східного узбережжя з Winston-Salem Thunderbirds. Потім він грав два сезони в Європі з «Кеттере» у фінському I-Divisioona та «Ayr Raiders» у Британській хокейній лізі.
Після завершення кар'єри в професійному хокеї в 1993 році Грецкі став тренером і почав свою кар'єру за лавою запасних у «Трай-Сіті Американс» (WHL) як помічник тренера. Після одного сезону з «Трай-Сіті» він переїхав до «Бейкерсфілда», де став головним тренером WCHL's Fog. Грецкі тренував три сезони за «Фог» (1995—1998), а потім залишився тренувати «Ешвіль Смоук» з УХЛ на два сезони (1998—2000). Він тренував свого брата Брента зі Смоук. Він також був генеральним менеджером Smoke.
Грецкі приєднався до «Фенікс Койотс» як скаут у 2001 році, а потім отримав підвищення до директора аматорського скаутингу «Койотс» 12 липня 2006 року, після того, як провів попередні п'ять сезонів як скаут-аматор у Головній юніорській хокейній лізі Квебеку та Хокейній лізі Онтаріо. У 2013 році він приєднався до організації Бостон Брюїнс як скаут-аматор, а в серпні 2013 року був призначений директором аматорського скаутингу для Брюїнс.
2 серпня 2016 року Грецкі був прийнятий на роботу в «Едмонтон Ойлерз» на посаду помічника генерального менеджера. 23 січня 2019 року Грецкі був призначений тимчасовим генеральним менеджером (ГМ) «Едмонтон Ойлерз» після звільнення колишнього генерального менеджера Пітера Чіареллі з цієї посади. Під час його проміжного перебування в команді було 12-14-6. Він працював на цій посаді до 7 травня 2019 року, коли Кен Холланд був призначений генеральним директором, а потім повернувся на посаду помічника генерального менеджера.
Грецкі знявся у двох рекламних роликах 1981 року 7 Up разом зі своїм братом Уейном. В одній рекламі Кіт мав головну фразу: «Я навчив його всьому, що він знає».